# Wölflinswil
Wölflinswil (toponimo tedesco) è un comune svizzero di 1 042 abitanti del Canton Argovia, nel distretto di Laufenburg.

## Storia
Dal suo territorio nel 1803 è stata scorporata la località di Oberhof, divenuta comune autonomo.

## Monumenti e luoghi d'interesse

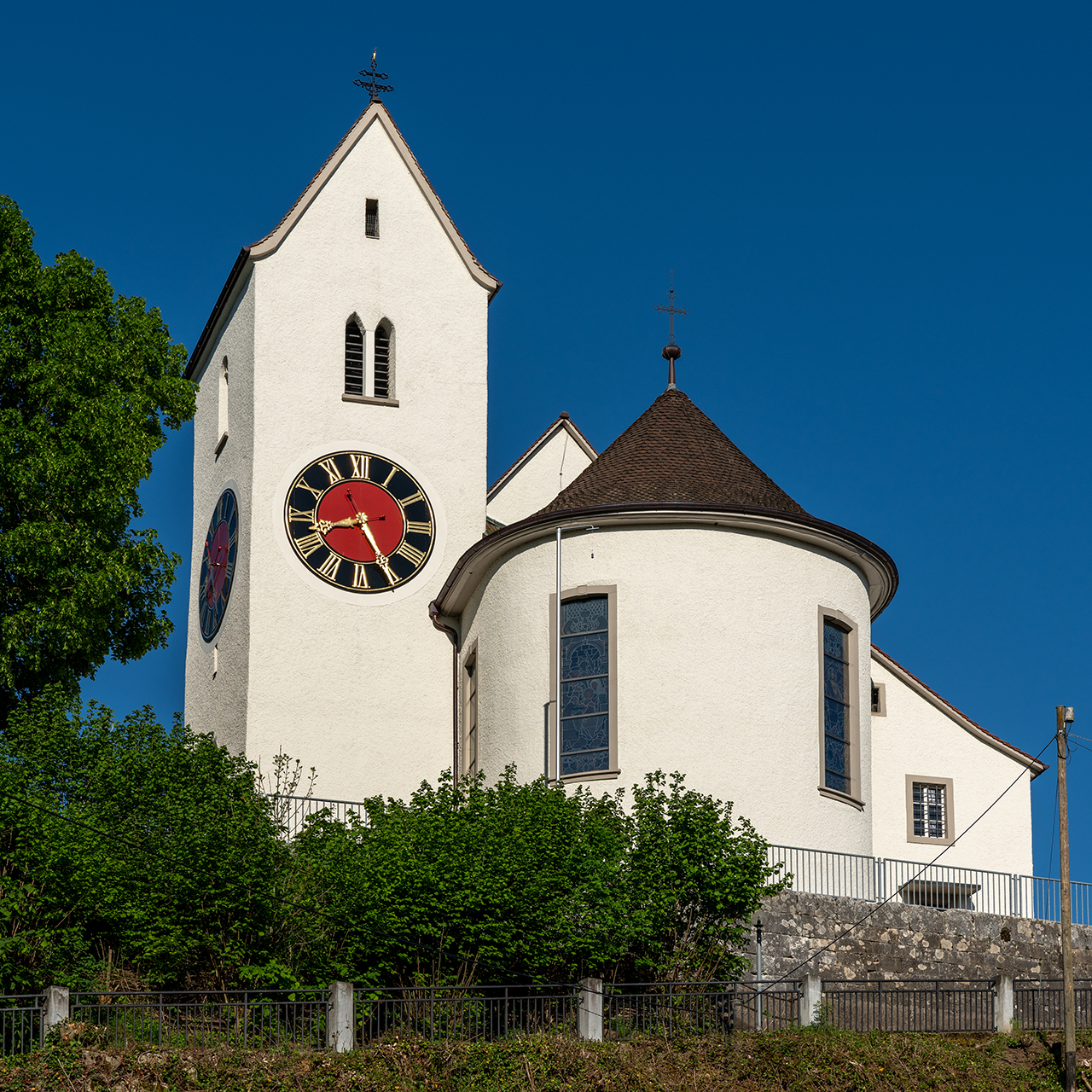
La chiesa cattolica di San Maurizio

- Chiesa cattolica di San Maurizio, eretta nel X secolo e ricostruita nel 1821 da Fidel Obrist[1].

## Società

### Evoluzione demografica
L'evoluzione demografica è riportata nella seguente tabella:
Abitanti censiti

## Amministrazione
Ogni famiglia originaria del luogo fa parte del cosiddetto comune patriziale e ha la responsabilità della manutenzione di ogni bene ricadente all'interno dei confini del comune.